# قردة جنوبية
القردة الجنوبية أو الأسترالوبيثسينات (بالإنجليزية: Australopithecine)‏ هي بشكل عام أي نوع من الأجناس ذات الصلة لأسترالوبيثكس والبارانثروبوس. قد تشمل أيضًا أعضاء الكينيانثروبوس والأرديبيثيكوس والبرايانثروبوس. يأتي هذا المصطلح من تصنيف سابق للأسترالوبيثسينات كأعضاء في فصيلة فرعية متميزة، الأسترالوبيثسيناي. تصنف الآن ضمن قبيلة الأسترالوبيثيسينا في قبيلة الهومينيني. كل هذه الأنواع ذات الصلة تُسمى أحيانًا بشكل جماعي أسترالوبيثسينات أو الأسترالوبيثس أو الهومينينا. إنهم الأقارب المنقرضون والأقارب للإنسان الحديث، ويشكلون، جنبًا إلى جنب مع جنس الإنسان الموجود، الفرع الحيوي البشري. يُطلق على أعضاء الفرع الحيوي البشري، أي الهومينينا بعد الانفصال عن الشمبانزي، اسم بشرانيات.
في حين لم تنجو أي من المجموعات المخصصة بشكل مباشر لهذه المجموعة، لا يبدو أن الأسترالوبيثسينات انقرضت حرفيًا (بمعنى عدم وجود أحفاد أحياء لها) إذ من المحتمل أن تكون أجناس كينيانثروبوس وبارانثروبوس وهومو قد ظهرت كإخوة لأنواع الأسترالوبيثكس المتأخرة مثل الأوسترالوبيثيكس سيديبا والأوسترالوبيثيكس أفريكانوس.
انبثق مصطلح الأسترالوبيثسينات وغيره من تصنيف سابق كأعضاء في فصيلة فرعية متميزة، الأسترالوبيثسيناي. يُشار أحيانًا إلى أعضاء الأسترالوبيثكس باسم «الأسترالوبيثسينات الرشيقة»، في حين يُطلق على البارانثروبوس اسم «الأسترالوبيثسينات القوية».
ظهرت الأسترالوبيثسينات في العصر الميوسيني المتأخر وكانت تسير على قدمين، وكانت مشابهة من ناحية الأسنان للبشر، ولكن بحجم دماغ ليس أكبر بكثير من حجم دماغ القردة غير البشرية الحديثة، مع نسبة دماغ أقل ما هو عليه في جنس هومو. من الممكن أن يكون البشر (جنس هومو) قد انحدروا من أسلاف الأسترالوبيثسينات، كما أن أجناس الأرديبيثيكوس والأرورين والساهيلانثروبوس وقرد اليونان هي الأسلاف المحتملين للأسترالوبيثسينات.

## الخصائص البدنية
تُظهر بقايا جماجم الأسترالوبيثسينات أنها تكيفت للسير على قدمين، لكنها لم تمشي بشكل مماثل للبشر. تمتعت الأسترالوبيثسينات بنسبة طول ساعد إلى الجزء العلوي من الذراع مشابهة للنسبة الذهبية - وهي نسبة أكبر من أعضاء الهومينينا الآخرين. امتلكت الأسترالوبيثيسينات مثنوية شكل جنسية أكبر من أعضاء جنسي الهومو أو البان ولكن أقل من الغوريلا أو البونجو. يُعتقد أن متوسط ارتفاع الأسترالوبيثيسينات يتراوح بين 1.2 و1.5 متر (3.9 و4.9 قدم) ويتراوح وزن أعضائها بين 30 و55 كيلوجرام (66 و121 باوند). يتراوح حجم الدماغ بين 350 سم مكعب و600 سم مكعب. كانت الأنياب اللاحقة (الأسنان خلف الأنياب) كبيرة نسبيًا، وتمتعت بنسبة ميناء أكثر مقارنةً بالقرود والبشر المعاصرين، في حين كانت القواطع والأنياب صغيرة نسبيًا، وكان هناك اختلاف بسيط بين أنياب الذكور والإناث مقارنة بالقردة الحديثة.

## العلاقة مع جنس الهومو
يؤكد معظم العلماء أن جنس الهومو انبثق في أفريقيا من الأسترالوبيثيسينات قبل نحو مليوني سنة. مع ذلك، لا يوجد إجماع على نوع محدد:
إن تحديد أي نوع من الأسترالوبيثسينات هو سلف لجنس الهومو هو سؤال يمثل أولوية قصوى للعديد من علماء الإنسان القديم، ولكن من المحتمل أن يستعصي إيجاد إجابة قاطعة لسنوات عديدة. اقتُرحت كل الأنواع المحتملة تقريبًا كمرشح محتمل، ولكن لم يكن أي منها مقنعًا بشكل كبير. في الوقت الحاضر، يبدو أن الأوسترالوبيثيكس الجارهي هو مرشح محتمل، لكن عدم وجود أدلة أحفورية يمثل مشكلة حقيقية. هناك مشكلة أخرى تتمثل في صعوبة تقييم نوع الهومينينا الذي يمثل العضو الأول في جنس الهومو. بدون معرفة ذلك، ليس من الممكن تحديد أي نوع من الأوسترالوبيثيسين قد يكون سلفًا لجنس الهومو.
وفقًا لمارك فيرهايجن، يمكن أن يكون أحد أنواع الأسترالوبيثيسينات سلفًا لجنس بان (أي الشمبانزي).

## الأسترالوبيثسينات الأسيوية
هناك وجهة نظر بين أقلية من علماء الحفريات البشرية مفادها أن الأسترالوبيثسينات انتقلت خارج أفريقيا. أحد المؤيدين البارزين لهذه النظرية هو جينس لورينز فرانزين، الرئيس السابق لعلم الإنسان القديم في معهد أبحاث سينكنبرج. يجادل فرانزين بأن الأسترالوبيثسينات القوية لم تصل إلى إندونيسيا فحسب، مثل الميغانثروبوس، بل أيضًا إلى الصين:
بهذه الطريقة نصل إلى استنتاج مفاده أن الاعتراف بوجود الأسترالوبيثسينات في آسيا يمكن أن يساعد في توضيح التطور المبكر للهومينينا في تلك القارة. قد يفسر هذا المفهوم البقايا الضئيلة في جاوة والصين باعتبارها بقايا فرع آسيوي مبكر لأسترالوبيثكس والذي أعقبه بعد ذلك بكثير هجرة إفريقية للإنسان المنتصب، وأخيرًا انقراض بعد فترة من التعايش. — جينس لورينز فرانزين، «الأسترالوبيثسينات الآسيوية؟»، تطور الإنسان: الماضي والحاضر والمستقبل (1985)
في عام 1957، تم وصف أحفورة أسنان صينية من العصر البليستوسيني المبكر في مقاطعة غير معروفة بأنها مشابهة للبارانثروبوسات القوية. تم التعرف لاحقًا على ثلاثة أضراس متحجرة من جيانشي، الصين (كهف لونجودونج) على أنها تنتمي إلى نوع الأسترالوبيثكس. لكن المزيد من الفحص شكك في هذا التفسير. جادل تشانغ (1984) بأن الأسنان التي عُثر عليها في جيانشي والأسنان غير المحددة تنتمي إلى الإنسان المنتصب. ليو وآخرون (2010) أيضًا يعارضون الارتباط بين جيانشي والأسترالوبيثيسينات ويقولون إن أضراس جيانشي تقع ضمن نطاق الإنسان المنتصب:
لم يظهر أي اختلاف ملحوظ في شكل تاج الأسنان بين أعضاء الهومينينا في جيانشي والبشر المنتصبين الصينيين الآخرين، ولا يوجد أيضًا أي دليل يدعم القرابة بين أعضاء الهومينينا في جيانشي والأسترالوبيثكس.
مع ذلك، أشار وولبوف (1999) إلى أنه في الصين «لا تزال هناك ادعاءات مستمرة بوجود أسترالوبيثيسينيات أو أنواع شبيهة».